# 内山拓也
内山 拓也（うちやま たくや、1992年5月30日 - ）は、日本の映画監督・脚本家。新潟県出身。妻は元女優の萩原みのり。

## 人物・来歴
文化服装学院在学中、スタイリストのアシスタントを経験する過程で映画に没頭し、卒業後スタイリスト業を辞める。23歳の時、初監督作の長編『ヴァニタス』でPFFアワード2016の観客賞を受賞する。2020年11月には、映像作家の井手内創と共同で監督した中編『青い、森』が公開。また、同年の長編『佐々木、イン、マイマイン』は2020年度新藤兼人賞の銀賞を受賞した。
2021年6月1日、女優（当時）の萩原みのりと結婚したことを萩原が自身のInstagramで発表した。
2022年、是枝裕和・諏訪敦彦らと共に「日本版CNC設立を求める会」を発足した。

## 受賞歴
- 2020年度新藤兼人賞 - 銀賞[8]
- 第42回ヨコハマ映画祭 - 新人監督賞[9]
- 第30回日本映画批評家大賞 - 新人監督賞[10]

## 監督作品

### 映画
長編
- ヴァニタス（2016年）
- 佐々木、イン、マイマイン（2020年）
- 若き見知らぬ者たち（2024年）

短編
- 青い、森（2020年）
- 余りある（2021年）
- LAYERS（2022年）

### ドラマ
- ああ、ラブホテル〜秘密〜「愛しき隣人」（2023年、WOWOW） ※監督・脚本

### MV
- King Gnu「The hole」（2019年）
- 平井堅「＃302」（2019年）
- Uru
  - 「あなたがいることで」（2020年）
  - 「今 逢いに行く」（2020年）
- AK-69
  - 「See You Again -Season 1-」（2020年）
  - 「I Don’t Wanna Know -Season 2-」（2020年）
  - 「ハレルヤ -The Final Season-」（2020年）
- 松室政哉「ai」（2021年）
- indigo la End「夜の恋は」（2021年）
- SixTONES「わたし」（2022年）

### CM・プロモーション
- Levi’s TYPE 1 JEANS（2020年）
- サイクラーズ「もったいないおばけ」（2021年）
- NTTコミュニケーションズ 「つないだ先にあるものを。」（2021年）
- ACジャパン 日本骨髄バンク「おかあさんも、治るかな。」（2022年）